# Chrysopogon nemoralis
Chrysopogon nemoralis là một loài thực vật có hoa trong họ Hòa thảo. Loài này được (Balansa) Holttum mô tả khoa học đầu tiên năm 1947.